# Georg Kuttner
Georg Kuttner (* 26. Juni 1877 in Elberfeld (heute Stadtteil von Wuppertal); † 6. September 1916 in Berlin (Suizid)) war ein deutscher Rechtswissenschaftler.

## Leben
Er promovierte über "(d)ie Lehre vom Zubehör", die nicht gedruckt wurde. Zunächst war er nach den Staatsprüfungen ab 1903 Gerichtsassessor in Bonn am Landgericht. 1904 wurde er an das Landgericht Koblenz versetzt. 1905/06 kam er wieder an das Landgericht Bonn. 1906/07 war er für wissenschaftliche Studien an der Universität Bonn. 1908 arbeitete er als Assessor am Landgericht Hannover und wurde dort im selben Jahr Landrichter. 1909 gab er seine Position als Landrichter auf und wechselte an die Universität in Berlin und habilitierte dort. Dort war er Dozent am russischen Seminar für Römisches Recht, das einen "Lehrkursus zur Ausbildung von Lehrern des Römischen Rechts an den Kaiserlichen Russischen Universitäten" anbot. 1914 wurde er an die neugegründete Universität in Frankfurt am Main auf den Lehrstuhl für Zivilprozessrecht, Rechtsvergleichung und Bürgerliches Recht berufen und zählt somit zu den Gründungsprofessoren. 1915/16 war er Dekan.

## Familie
Er konvertierte vom jüdischen zum evangelischen Glauben. Verheiratet war er mit Gertrud Schocken (1879–1965). Er hatte drei Kinder. Der deutsch-amerikanische Kirchenrechtler Stephan Kuttner (1907–1996) war sein Sohn.

## Werke
- Die privatrechtlichen Nebenwirkungen der Zivilurteile, (=Fischers Abhandlungen zum Privatrecht und Zivilprozeß. Band 16 Heft 2)  (Habil.) München 1908, 262 S.
- Urteilswirkungen außerhalb des Zivilprozesses (=Abhandlungen zum Privatrecht und Zivilprozeß des Deutschen Reiches. In zwanglosen Heften, (Hrsg. Otto Fischer)  Band XXVI Heft 3), München 1914.
- "Die Adoption des unehelichen Kindes durch den eigenen Vater und durch die eigene Mutter", Jherings Jahrbücher für die Dogmatik des bürgerlichen Rechts, Band 47 = 2. Folge Band 11 (1904), S. 1.
- "Die Nachfrist bei der Zustellung durch Vermittelung des Gerichtsschreibers - Zum § 207 Abs. 2 der Zivilprozeßordnung", Zeitschrift für deutschen Zivilprozeß, Band 32 (1904), S. 256.
- "Die Klagen auf Feststellung des Bestehens oder Nichtbestehens der unehelichen Vaterschaft", Jherings Jahrbücher für die Dogmatik des bürgerlichen Rechts, Band 50 = 2. Folge Band 14 (1906), S. 412.
- "Erbschein und Erbrechtsprozeß Jherings Jahrbücher für die Dogmatik des bürgerlichen Rechts", Band 59 = 2. Folge Band 23 (1911), S. 393.
- "Rechtsvermutungen aus Akten der freiwilligen Gerichtsbarkeit", Jherings Jahrbücher für die Dogmatik des bürgerlichen Rechts, Band 61 = 2. Folge Band 25 (1912), S. 109.